# ناثان باتشيكو
ناثان باتشيكو (بالبرتغالية: Nathan Pacheco‏) هو موسيقي ومغني برازيلي، ولد في 1980 في فرجينيا في الولايات المتحدة.

## وصلات خارجية
- الموقع الرسمي
- ناثان باتشيكو على موقع ميوزك برينز (الإنجليزية)
- ناثان باتشيكو على موقع ديسكوغز (الإنجليزية)